# Natur-Museum Luzern

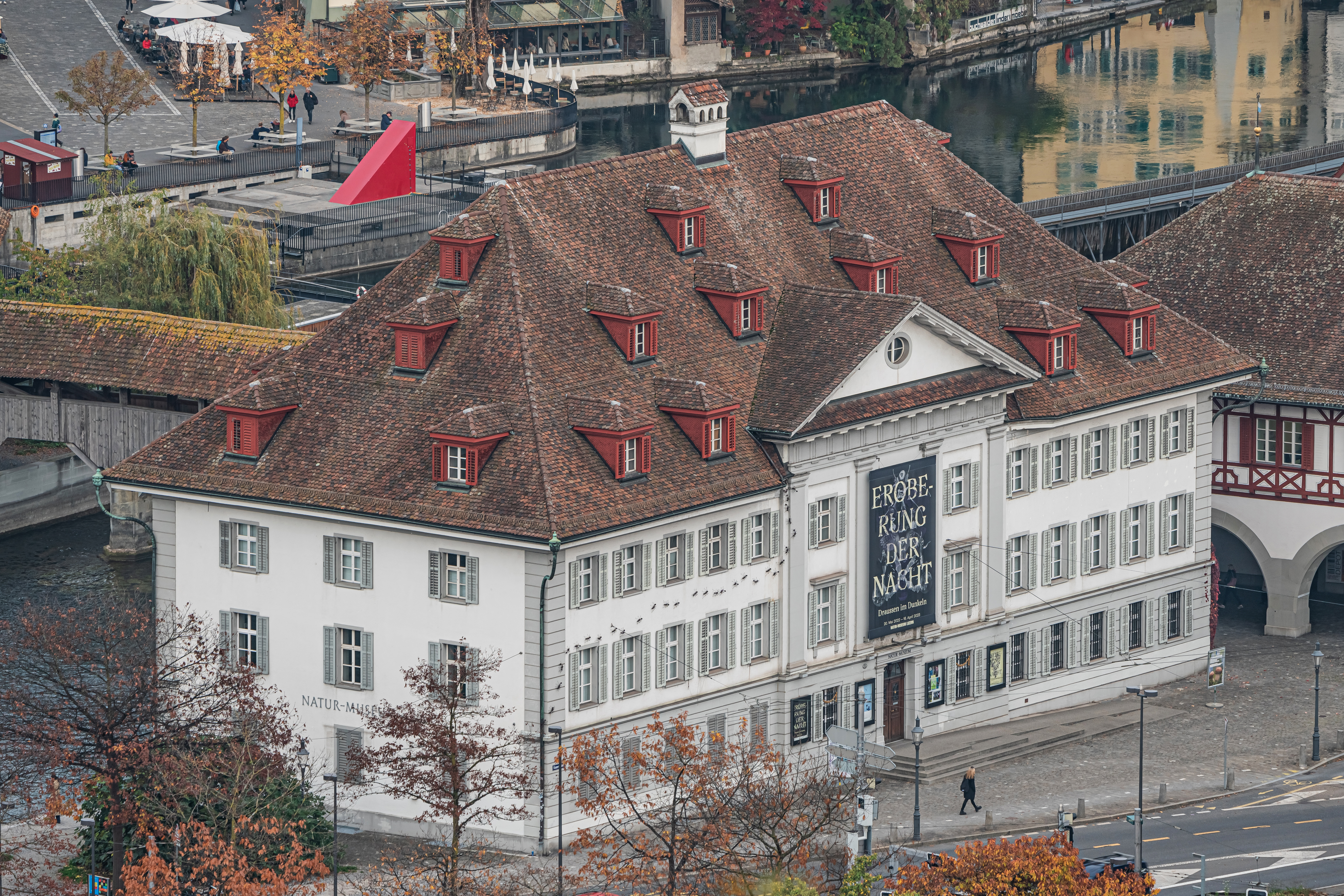
Naturmuseum am Kasernenplatz in Luzern

Das Natur-Museum Luzern ist das einzige naturkundliche Vollmuseum in der Zentralschweiz. Seine Geschichte beginnt im 18. Jahrhundert mit einem privaten Vorläufermuseum und führte zum heutigen Museumsgebäude am Kasernenplatz in Luzern am südlichen Brückenkopf der Spreuerbrücke direkt an der Reuss.  

## Museum
Die übergeordneten Ziele des Natur-Museums Luzern sind die populäre Präsentation naturwissenschaftlicher Informationen, die Erhaltung und Präsentation von Sammlungen sowie die Sensibilisierung für Natur und Umwelt. Die Sammlung ist auf der Liste der Kulturgüter in Luzern als national bedeutend aufgeführt.

## Geschichte
Ein Naturmuseum besteht in Luzern bereits seit dem 18. Jahrhundert. Es nannte sich Museum Lucernense Langianum und wurde von Karl Nicolaus Lange gegründet. Später kam die Sammlung in das Kloster St. Urban, ging aber nach dessen Auflösung 1848 in Besitz des Kantons Luzern über. Ein Jahr später 1849 wurde die Sammlung mit den Beständen des Naturalien-Kabinett der höheren Lehranstalt in einem Gebäude am Franziskanerplatz zusammengelegt. 
1978 konnten die verschiedenen in der ganzen Stadt Luzern verteilten Bestände im rekonstruierten «Waisenhaus» am Kasernenplatz im neu eröffneten Natur-Museum Luzern gezeigt werden. Am 20. Juni 2022 stimmte das Luzerner Parlament einer Fusion des Historisches Museums Luzern mit dem benachbarten Natur-Museum zu. Seither heissen die beiden Museen zusammen: Museum Luzern Natur, Geschichte, Gesellschaft. Dabei stand auch die Standortfrage zur Diskussion. Das Natur-Museum soll nun am alten Ort bleiben und mit dem danebenliegenden Historischen Museum verbunden werden. Seit 2024 gehören auch folgende Originalschauplätze zur Marke «Museum Luzern»:
- Erlebnis Eiszeit, Ballwil

- Römischer Gutshof Ottenhusen, Ballwil

- Ruine Nünegg Lieli, Hohenrain

- Museggmauer, Luzern

- Schloss Wyher, Ettiswil

- Schloss Heidegg, Hitzkirch

- Villa Senar, Weggis

- Naturlehrgebiet Buchwald, Ettiswil

- Pfahlbausiedlungen Wauwilermoos, Wauwil

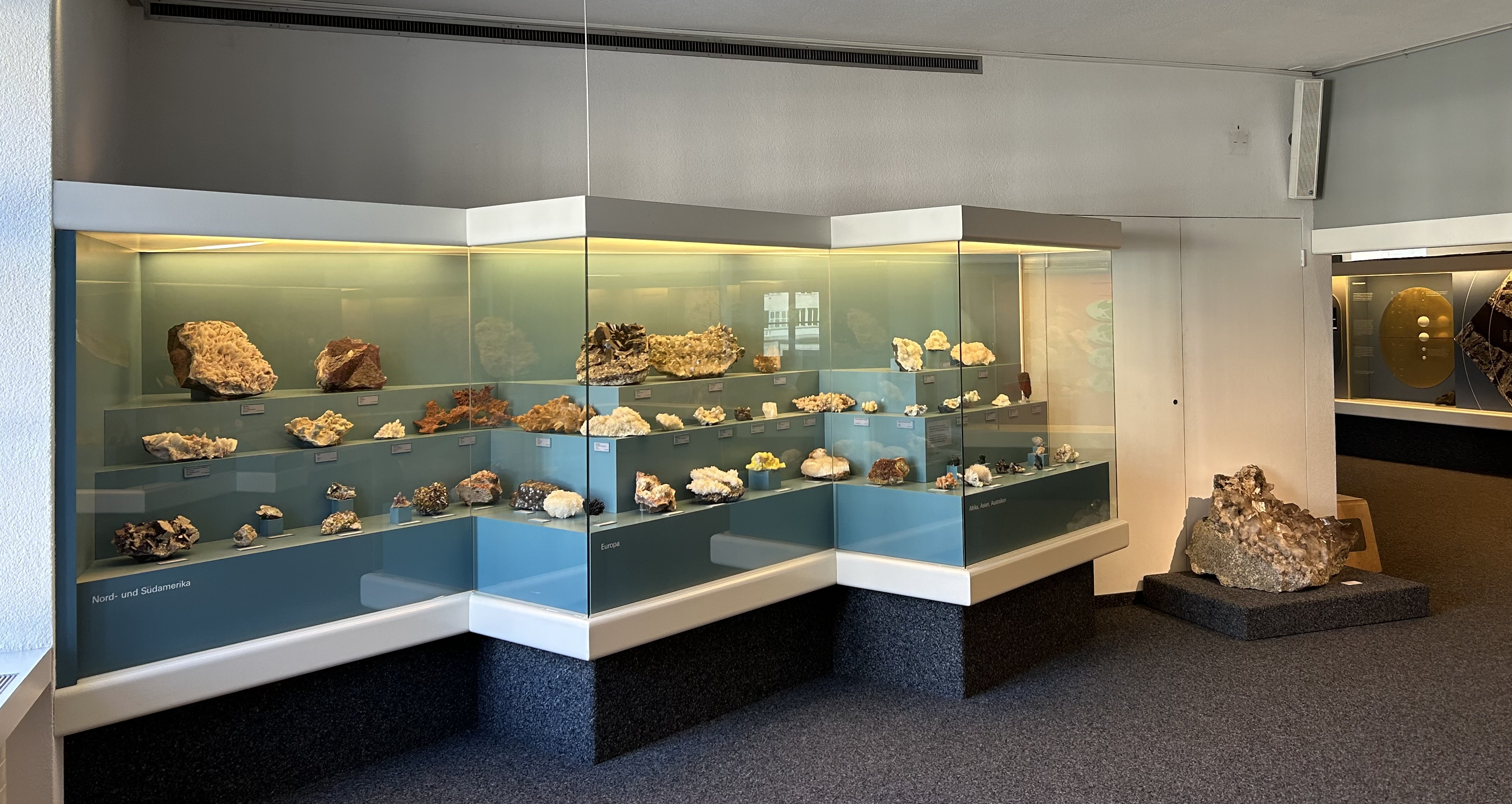
Abteilung Geologie
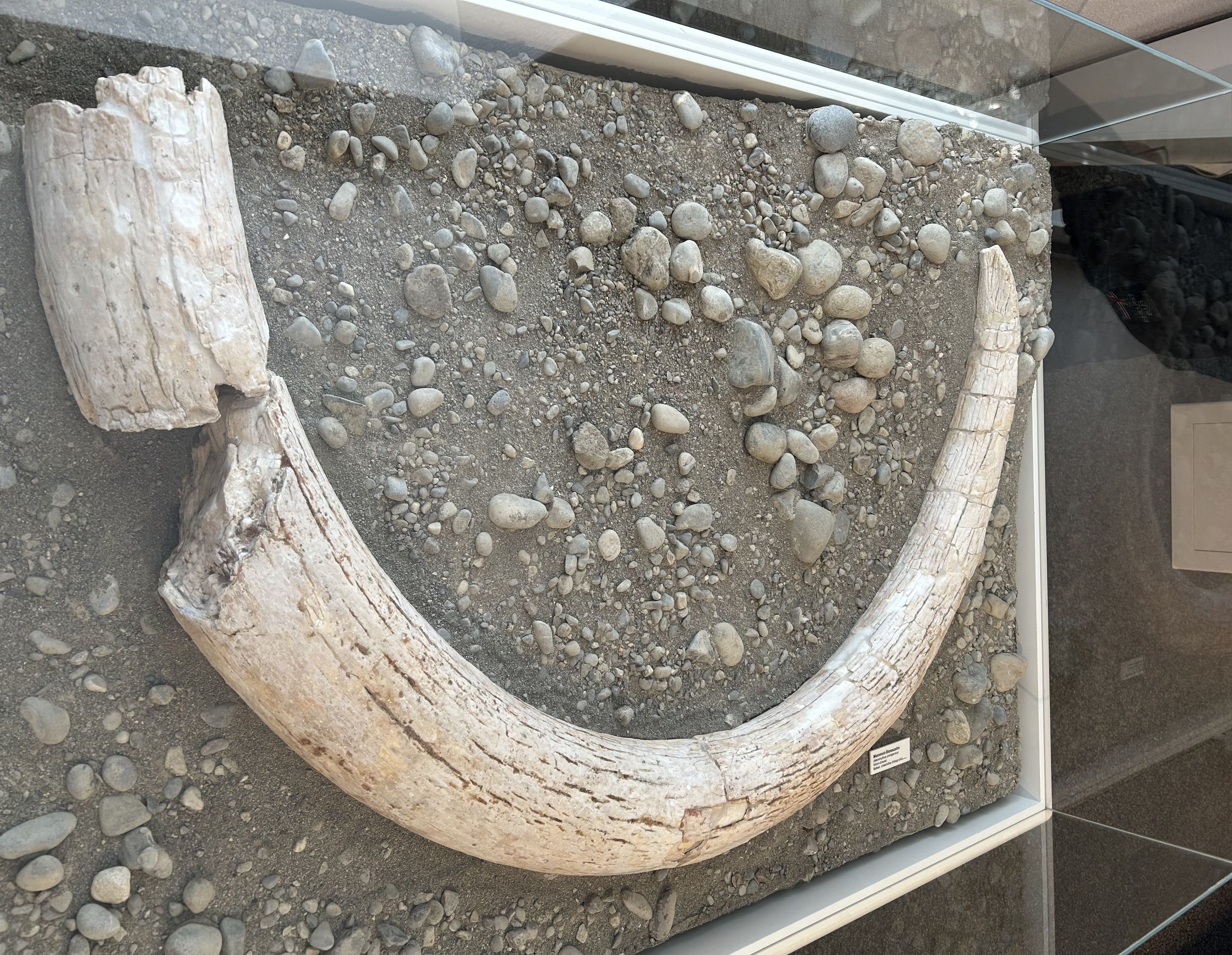
Mammutzahn aus dem Erlebnis Eiszeit
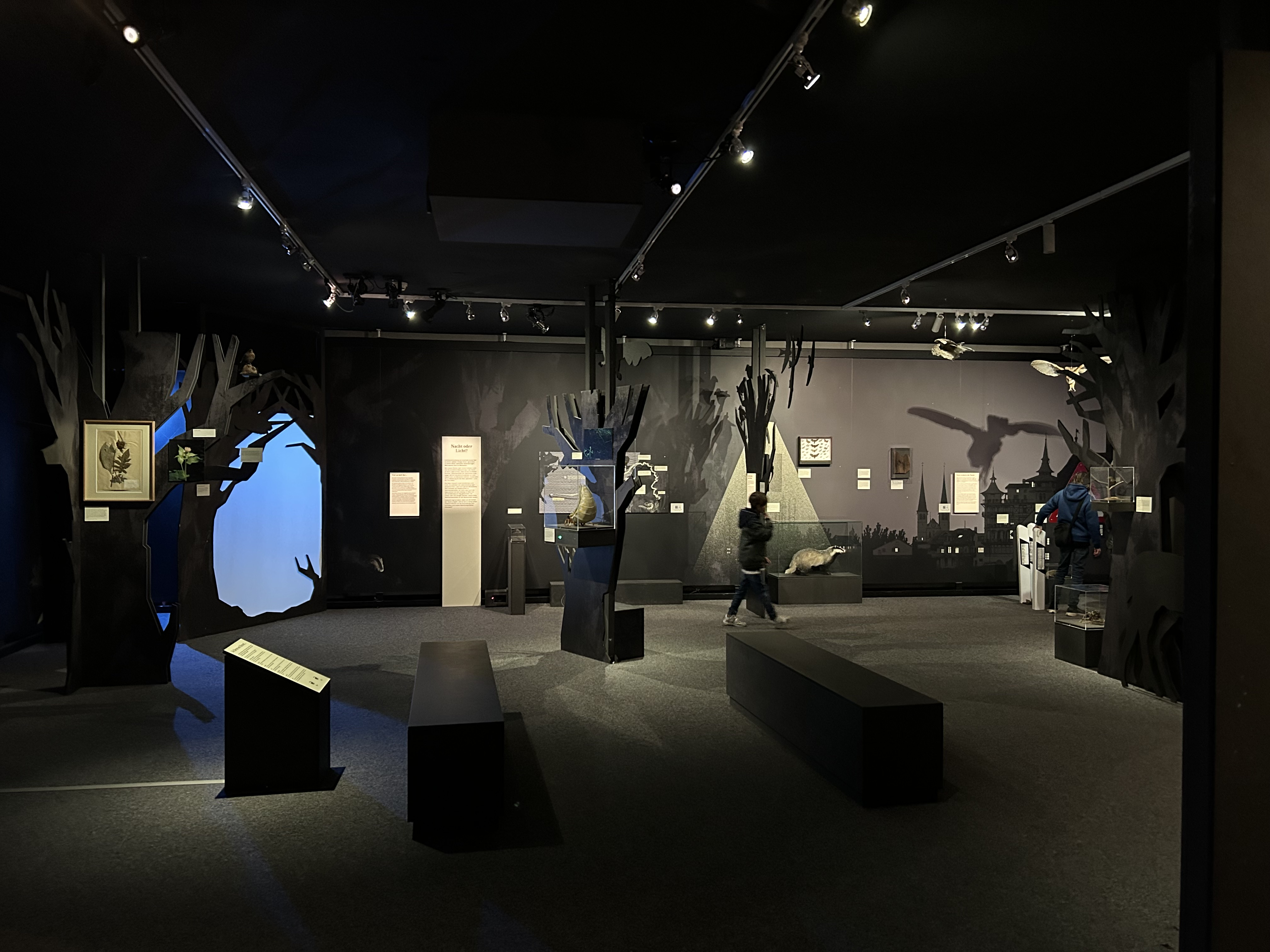
Temporäre Ausstellung «Nacht»
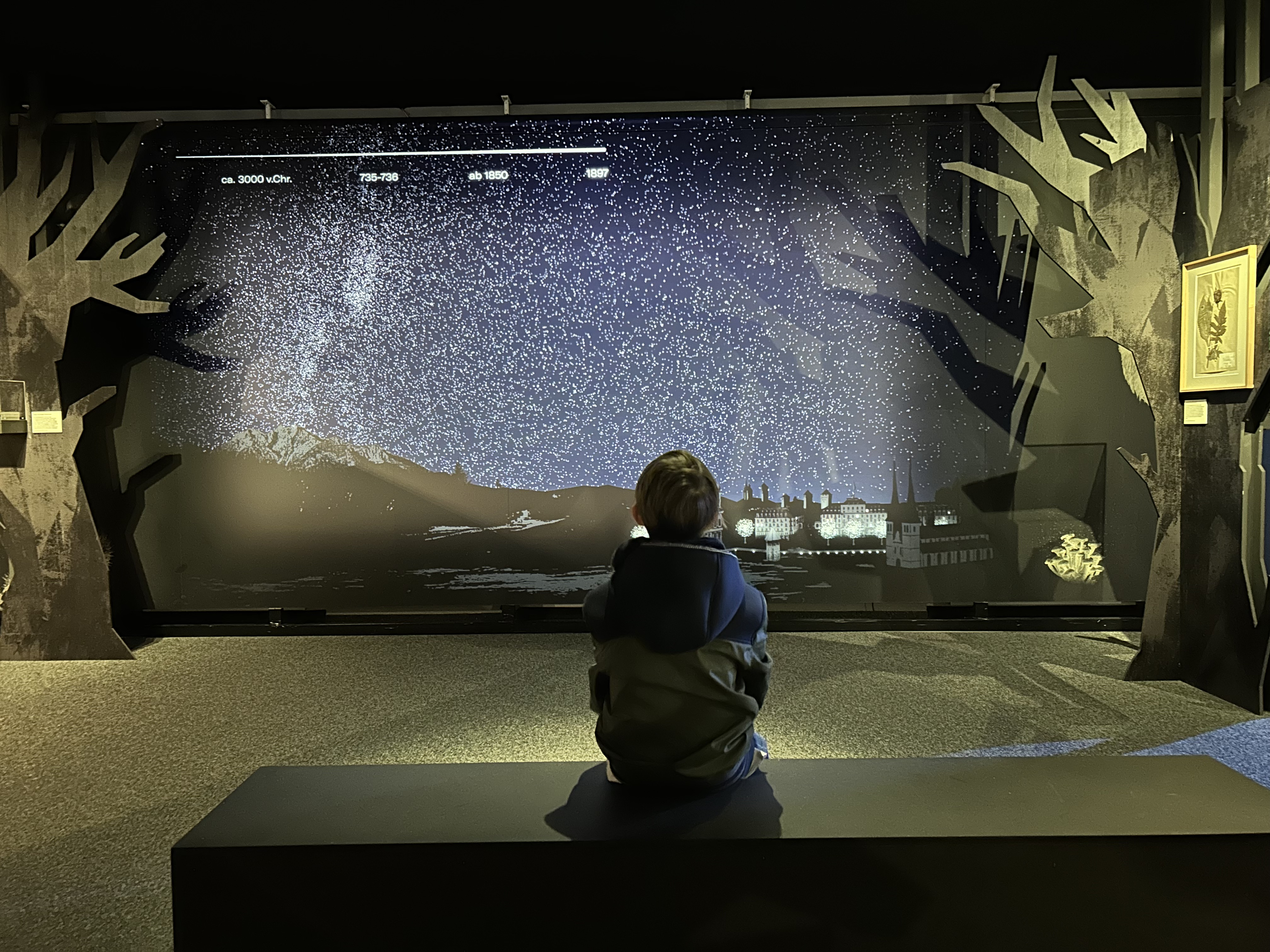
Temporäre Ausstellung «Nacht»

## Architektur
Das Gebäude ist ein Nachbau aus dem Jahre 1976. Das Originalgebäude, das «Waisenhaus» (später «Kinderheim») von Jakob Singer, wurde 1808 bis 1811 an der Baselstrasse 10 erbaut. Es stand dem Strassen-Anschlussbau an die N2 (heute: Autobahn A2) im Wege. Deshalb wurde es abgerissen und am neuen Standort, teilweise mit originalen Bauteilen, wieder aufgebaut.